# Szczepidło
Szczepidło [pronunciación en polaco: /ʂt͡ʂɛˈpidwɔ/] es un pueblo ubicado en el distrito administrativo de Gmina Krzymów, dentro del condado de Konin, Voivodato de la Gran Polonia, en el centro-oeste de Polonia. Se encuentra a unos 5 kilómetros al este de Konin y a 99 kilómetros al este de la capital regional Poznań.